# Kronhofgraben
Kronhofgraben este o arie protejată (arie specială de conservare — SAC, sit de importanță comunitară — SCI) din Austria întinsă pe o suprafață de 897,45 ha, integral pe uscat.

## Localizare
Centrul sitului Kronhofgraben este situat la coordonatele 46°37′27″N 13°02′38″E / 46.6242°N 13.044°E.

## Înființare
Situl Kronhofgraben a fost declarat sit de importanță comunitară în decembrie 2018 pentru a proteja 2 specii de plante. Situl a fost protejat și ca arie specială de conservare în decembrie 2018.

## Biodiversitate
Situată în ecoregiunea alpină, aria protejată conține 3 habitate naturale: Păduri de fag Luzulo-Fagetum, Păduri pe pante, grohotișuri și ravene de Tilio-Acerion, Păduri ilirice de Fagus sylvatica (Aremonio-Fagion).
La baza desemnării sitului se află mai multe specii protejate de  plante (2): Buxbaumia viridis, Eryngium alpinum.